# 1031
| 1031               |
| ------------------ |
| Dødsfald - Fødsler |
|                    |

| Gregoriansk kalender | 1031 MXXXI              |
| Ab urbe condita      | 1784                    |
| Armensk kalender     | 480 ԹՎ ՆՁ               |
| Kinesiske kalender   | 3727 – 3728 庚午 – 辛未 |
| Etiopisk kalender    | 1023 – 1024             |
| Jødisk kalender      | 4791 – 4792             |
| Hindukalendere       |                         |
| - Vikram Samvat      | 1086 – 1087             |
| - Shaka Samvat       | 953 – 954               |
| - Kali Yuga          | 4132 – 4133             |
| Iransk kalender      | 409 – 410               |
| Islamisk kalender    | 422 – 423               |

Konge i Danmark: Knud den Store 1019-1035
Se også 1031 (tal)